# Аманда Філдінг
Аманда Клер Маріан Чартеріс (англ. Amanda Claire Marian Charteris; до шлюбу Філдінг; 30 січня 1943 — 22 травня 2025) — англійська реформаторка наркополітики, лобістка та координаторка досліджень. 1998 року заснувала Фонд подальшої свідомості, згодом перейменований на Фонд Беклі, який ініціює, спрямовує та підтримує нейронаукові та клінічні дослідження впливу психоактивних речовин на мозок і когнітивні функції. За даними фонду, вона також є співавторкою понад 50 статей, опублікованих у рецензованих журналах. Центральною метою її досліджень було вивчення нових шляхів лікування психічних розладів, як-от депресія, тривога та залежність, а також вивчення методів покращення самопочуття та креативності.
Була прихильницею застосування когнітивних ефектів канабісу з 1960-х. Експериментувала з трепанацією, 1970 року просвердливши отвір у своєму черепі задля оголення твердої мозкової оболонки, — метод, який використовується в деяких культурах для лікування психічних розладів, і який деякі вважають заспокійливим або забезпечує вищий стан свідомості. Також була прихильницею використання ЛСД для довгострокового покращення творчих здібностей.
2022 року отримала нагороду «Науковий піонер» від Організації Об'єднаних Націй, надану до Дня жіночого підприємництва.

## Раннє життя та експерименти
Народилася 30 січня 1943 року наймолодшою дитиною Безіла Філдінга (правнука 7-го графа Денбі та 3-го маркіза Бата) та його дружини Маргарет Філдінг, яка була йому троюрідною сестрою. Вона народилася та виросла в Беклі-парку в Оксфордширі, мисливському будиночку часів Тюдорів з трьома вежами та трьома ровами, що належав її батькові, та розташовувався на краю болота за межами Оксфорда.
З раннього віку Філдінг цікавили стани свідомості та містика. У 16 років вона вирушила в подорож на Цейлон (нині Шрі-Ланка) з 25 фунтами стерлінгів (близько 743 фунтів стерлінгів у 2025 році), де її хрещений батько, Берті Мур, став буддійським ченцем. Хоча вона не дісталася Цейлону, але дісталася автостопом до сирійського кордону, де провела деякий час, живучи з бедуїнами, а потім повернулася до Великої Британії. Філдінг вивчала порівняльне релігієзнавство та містицизм у професора Роберта Чарлза Зайнера, а також класичну арабську мову у професора Альберта Хурані. Пізніше зосередилася на вивченні змінених станів свідомості, психології, фізіології та, згодом, нейронауці.
У 22 роки Філдінг пережила перший психоделічний досвід, коли знайомий підсипав їй у каву величезну дозу тоді ще легального ЛСД. Вона на кілька місяців переїхала до рідного будинку, щоб відновитися.
1970 року здобула сумну славу, виконавши собі трепанацію стоматологічною бормашиною. Про цей досвід зняла короткометражний художній фільм «Серцебиття в мозку». Документальний фільм 1998 року «Дірка в голові» містить кадри з фільму «Серцебиття в мозку». З 20 років почала вживати мікродози ЛСД. У статті «Ґардіан» за 2019 рік висловили думку: «Було б справедливо сказати… що її авторитету як захисниці не завжди допомагала її легендарна історія експериментів над собою».
Трепанація входила в її дослідження впливу різних технік зміни та покращення свідомості. У цей період вона написала працю «Кров і свідомість», у якій висунула гіпотезу про те, що зміна співвідношення крові та спинномозкової рідини лежить в основі змін свідомості, а також описала теорію «его» як умовного рефлекторного механізму, що контролює розподіл крові в мозку.

## Фонд Беклі
1998 році заснувала Фонд подальшої свідомості, згодом перейменований на Фонд Беклі, благодійний траст, який сприяє науково обґрунтованому підхіду до глобальної політики щодо наркотиків й ініціює, спрямовує та підтримує новаторські нейронаукові та клінічні дослідження впливу психоактивних речовин на мозок та когнітивні функції. Центральною метою її дослідження було вивчення нових шляхів лікування психічних розладів, як-от депресія, тривога та залежність, а також вивчення методів покращення самопочуття та кретивності. За даними фонд стверджує, Філдінг є співавторкою понад 50 наукових статей у рецензованих журналах. Філдінг була засновницею і виконавчою директоркою фонду.
Через Фонд Беклі Філдінг ініціювала, керувала та підтримувала наукові дослідження психоактивних речовин, як-от канабіс й інші психоделіки (ЛСД, псилоцибін, аяуаска, ДМТ, 5-MeO-DMT й MDMA, знаний як екстазі).
Була вагомою постаттю в сучасних психоделічних дослідженнях, а журнал «New Scientist» називав її «королевою свідомості». Серед її проєктів — дослідження ефективності використання псилоцибіну як допоміжного засобу в психотерапії для подолання депресії та нікотинової залежності, дослідження візуалізації мозку, що вивчає вплив псилоцибіну та MDMA на кровопостачання мозку, дослідження впливу канабісу на креативність та важливість співвідношення ТГК/КБД для психічного здоров'я, а також перше дослідження візуалізації мозку, що вивчає вплив ЛСД на мозок.
Філдінг брала активну участь у реформі політики щодо наркотиків і була однією з перших, хто зібрав докази, на основі яких можна було б формувати нову політику, враховуючи як переваги, так і шкоду. 2007 року скликала Глобальну комісію з питань канабісу та підготувала звіт, автором якого була група провідних аналітиків наркополітики, у якому викладено план можливих реформ політики контролю над канабісом на національному та міжнародному рівнях.
2013 року президент Гватемали Отто Перес Моліна звернувся до Філдінг з проханням надати консультацію уряду Гватемали щодо політики щодо наркотиків, а 2015 році Марк Голдінг, міністр юстиції Ямайки, запросив Філдінг проконсультувати його та уряд у розробці планів нової системи регулювання канабісу в країні. У травні 2016 року, у відповідь на введення в дію Закону Міністерства внутрішніх справ про психоактивні речовини, Фонд Беклі опублікував розділ про регулювання нових психоактивних речовин з майбутнього звіту «Дорожні карти регулювання: канабіс, психоделіки, MDMA та НПВ».

### Продовження досліджень ЛСД
У звіті на початку 2019 року зазначалося, що Фонд провадитиме подальші дослідження використання ЛСД для довгострокового покращення творчих здібностей. Попереднє дослідження, проведене Програмою досліджень Беклі/Імперіал спільно з Імперським коледжем, вказувало на певну ймовірність успіху в досягненні цієї мети, за словами Філдінг.

### Beckley Canopy Therapeutics
У 2018—2019 роках зазначалося, що Фонд був залучений канадським виробником канабісу Canopy Growth Corporation для проведення досліджень щодо користі різних штамів його продукції, зокрема для лікування болю, тривоги та наркоманії. Одна з цілей — зменшити залежність від опіоїдів при лікуванні болю, пов'язаного з раком. Вони створили компанію Beckley Canopy Therapeutics в Оксфорді, щоб залучити кошти від інвесторів для досліджень канабіноїдів і розробки ліків.
Планувалося експортувати продукцію до Великої Британії. Довгострокова мета партнерства полягала в тому, щоб підтвердити цінність канабісу за певних умов і переконати страховиків оплачувати медичний канабіс за умови його відповідного використання. Марк Вейр, головний медичний працівник Canopy, сказав в інтерв'ю, що «здатність Філдінг науково розглянути те, що в іншому випадку вважалося б суперечливою терапією, робить її дуже хорошим партнером».
Син Аманди Філдінг, Космо Філдінг Меллен, — керівний директор партнерства.

## Особисте життя
1966 року познайомилася та мала стосунки з голландським вченим Бартом Гюгесом. З кінця 1960-х жила з письменником британського походження Джозефом Мелленом, від якого мала двох синів. З Мелленом розлучилася в середині 1990-х. 29 січня 1995 року одружилася з Джеймсом Чартерісом, 13-м графом Вемісса та 9-м графом Марча (тоді відомим під титулом ґречності лорда Нейдпата), під Ламаною пірамідою в Єгипті. Філдінг також використовувала титул леді Нейдпат.
Розповідаючи про те, як мати дивилася на її життя, коли їй було за 30, вона сказала в інтерв'ю: «Я була наркоманкою, трепанувалася, неодружена, з двома синами — байстрюками, якими вона їх, можливо, вважала, — і вона була не проти».
Філдінг працювала у своєму сімейному будинку, Беклі-Парк, поблизу села Беклі, Оксфордшир. На початок 2019 року в будівлі розміщувалися офіси п'яти дослідників і стажистів. У деяких новинних статтях Беклі-парк згадується як її резиденція, але Філдінг з чоловіком мали офіційну резиденцію в Стенвей-Гаус у Глостерширі, а також володіли Госфорд-Гаус у Східному Лотіані.
2014 року Філдінг продала версію картини Шардена «Бенедиктиця» з колекції Госфорд-Гауса. Її віднесли до школи Шардена та продали за 1,15 мільйона фунтів стерлінгів. Подальше дослідження виявило підпис Шардена, картину визнали другим відомим екземпляром, написаним власноручно Шарденом. Її перепродали за 10,5 мільйонів доларів (8,5 мільйонів фунтів стерлінгів) у січні 2015 року. Філдінг програла судовий позов проти першого дилера за недбалість.
12 травня 2025 року Філдінг опублікувала повідомлення у своєму обліковому записі Instagram, в якому повідомила, що імунотерапія проти раку печінки, яку вона проходила більшу частину року, не спрацювала, тому вона «зосередилась на проведення дорогоцінного часу з родиною та друзями». Вона померла в Беклі-парку ввечері 22 травня 2025 року у 82 роки.

## Адвокація трепанації
Філдінг дізналася про трепанацію від Барта Гюгеса, з яким познайомилася 1966 року, і який опублікував статтю на цю тему. Гіпотеза, яку вона досліджувала, передбачала, що трепанація покращує мозковий кровообіг, дозволяючи «повноцінному серцебиттю» виражатися всередині порожнини черепа, що, за гіпотезою Філдінга, не може повністю відбутися після закриття черепних кісток у дорослому віці. Щоб компенсувати відносну втрату крові в мозку, вона висунула гіпотезу, що люди розвинули внутрішню систему контролю кровотоку в мозку, яку Філдінг ототожнили з розвитком «его» та походженням мови. Трепанація, за гіпотезою Філдінг, посилює кровообіг, дозволяючи людям досягти та підтримувати вищий стан свідомості, який, на її думку, діти відчувають до зрощення їхніх черепних кісток. Нещодавні дослідження пацієнтів з ураженнями черепа, проведені у співпраці з професором Юрієм Москаленком, надали докази змін кровотоку. Це частина дослідження зміни внутрішньочерепної динаміки з віком і способів підвищення черепної піддатливості (що, за їхньою теорією, може допомогти обмежити негативні зміни, пов'язані зі старінням).
1979 року Філдінг балотувалася до парламенту Великої Британії, а 1983 року з платформою «Трепанація заради національного здоров'я» з метою пропагування дослідження її потенційних переваг; вона виступала за забезпечення проведення цієї процедури Національною службою охорони здоров'я.
Твердження, що трепанація може розширити свідомість і зменшити неврози, не отримало підтримки з боку медичної спільноти.

### Наукові статті
- Carhart-Harris RL, …, Feilding A, Nutt DJ (2016). Neural correlates of the LSD experience revealed by multimodal neuroimaging. Proceedings of the National Academy of Sciences, 113(17), 4853–4858.
- Carhart-Harris RL, …, Feilding A, Nutt DJ (2016). Psilocybin with psychological support for treatment-resistant depression: an open-label feasibility study. The Lancet Psychiatry, 3(7), 619—627.
- Lebedev AV, …, Feilding A, Nutt DJ, Carhart-Harris RL (2016). LSD-induced entropic brain activity predicts subsequent personality change. Human Brain Mapping, 37(9), 3203–3213.
- Tagliazucchi E, …, Feilding A, Nutt DJ, Carhart-Harris RL (2016). Increased Global Functional Connectivity Correlates with LSD-Induced Ego Dissolution. Current Biology, 26(8), 1043—1050.
- Soler J, Elices M, Franquesa A, Barker S, Friedlander P, Feilding A, Pascual JC, Riba J (2016). Exploring the therapeutic potential of ayahuasca: acute intake increases mindfulness-related capacities. Psychopharmacology, 233(5), 823—829.
- Roseman L, Leech R, Feilding A, Nutt DJ, & Carhart-Harris RL (2014). The effects of psilocybin and MDMA on between-network resting state functional connectivity in healthy volunteers. Frontiers in human neuroscience, 8, 204.
- Carhart-Harris RL, …, Feilding A, & Nutt DJ (2014). The Effects of Acutely Administered 3, 4-Methylenedioxymethamphetamine on Spontaneous Brain Function in Healthy Volunteers Measured with Arterial Spin Labeling and Blood Oxygen Level–Dependent Resting State Functional Connectivity. Biological psychiatry, S0006-3223(14)00005-5
- Schafer G, Feilding A, Morgan CJ, Agathangelou M, Freeman TP, & Curran HV (2012). Investigating the interaction between schizotypy, divergent thinking and cannabis use. Consciousness and Cognition, 21(1), 292—298.

### Звіти
- Room, Robin; Fischer, Benedikt; et al. (2008). «Cannabis Policy: Moving Beyond Stalemate». Beckley Foundation. September.
- Room, Robin (2012). «Roadmaps to Reformation: The UN Drug Conventions». Beckley Foundation.
- Bryan, M; et al. (2013). «Licensing and regulation of the cannabis market in England and Wales: Towards a cost-benefit analysis». Beckley Foundation.
- Feilding, A and Singleton, N. (2016). «Roadmaps to Regulation: New Psychoactive Substances». Beckley Foundation.
- Moore K, Wells H, Feilding A (2019). «Roadmaps to Regulation: MDMA». Beckley Foundation